# Кызляр-ага
Кызля́р-ага́ (Кызляр-агасы, кызлар-ага(сы); осман. قيزلر اغاسی‎, тур. Kızlar Ağası — «Ага девушек»), офиц. Дар ус-сааде агасы (осман. دار السعاده اغاسي‎, тур. Darüssaade Ağası — букв. «Ага Дома счастья») — глава евнухов, охранявших гарем султанов Османской империи в Стамбуле.

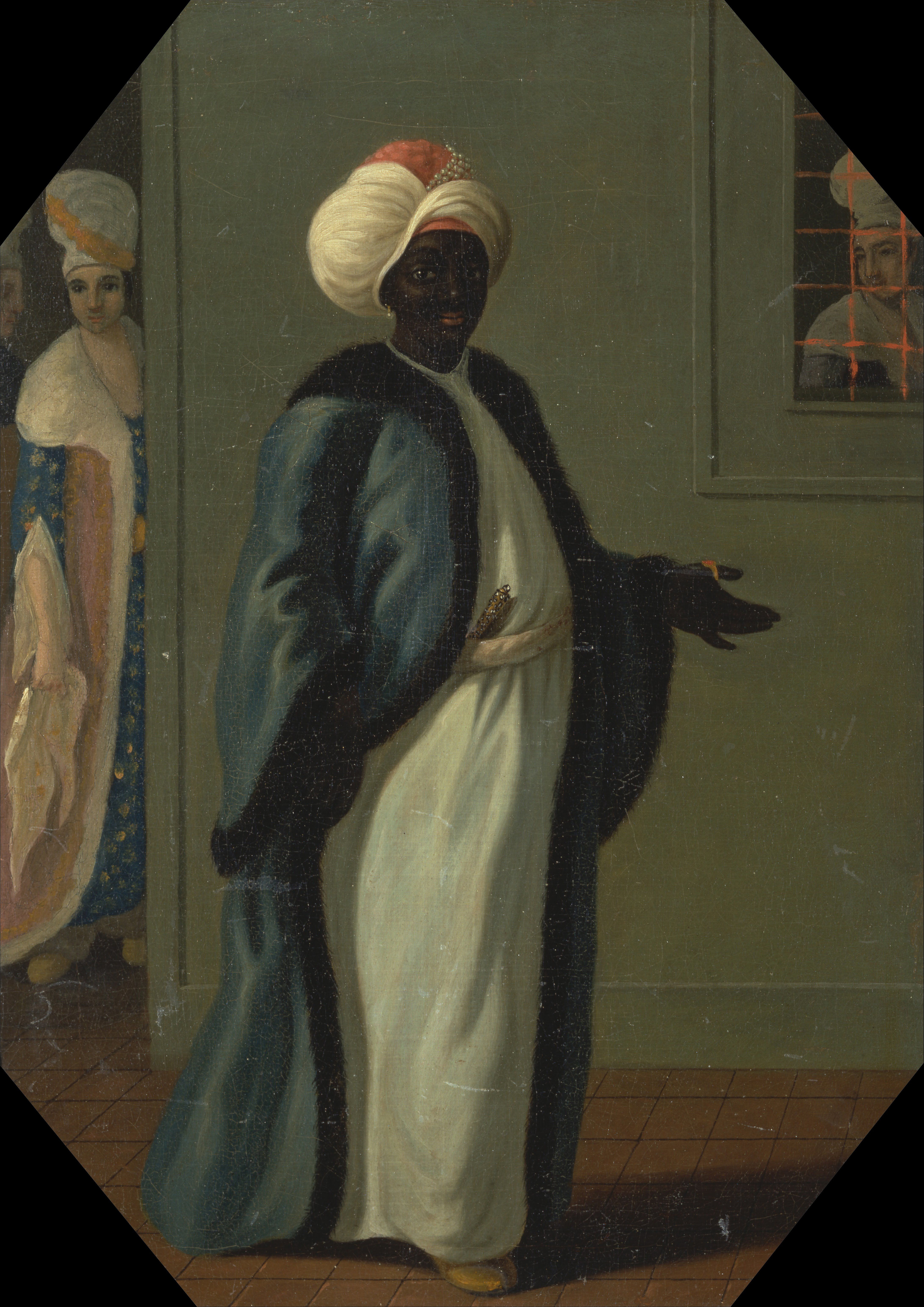
Кизляр-ага в XVIII веке

Ввиду близости к султану и той роли, которую женщины играли в дворцовых интригах, пост кызляр-аги до начала XIX века был среди наиболее важных в Стамбуле. Этот пост вскоре после учреждения и до упразднения (вместе с упразднением Османской империи) занимался евнухами негритянской расы, и поэтому кызляр-ага также назывался главным чёрным евнухом (осман. سياه خديم‎, тур. siyah hadım).

## История и полномочия

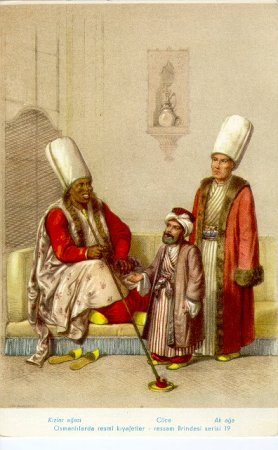
Рисунок XIX века. Слева главный чёрный евнух, в середине лейб-карлик, справа главный белый евнух.

Пост кызляр-аги был учреждён в 1574 году в правление султана Мурада III (правил с 1574 по 1595 годы). Первым пост занимал эфиоп Мехмед-ага. Также при султане Мехмеде III на одном из первых мест в Османском государстве был главный евнух дворцового гарема Газанфер-ага. После этого в оттоманском дворце преобладали белые евнухи, происходившие главным образом из мусульманского населения Балкан или Кавказа. В 16 столетии произошло быстрое увеличение обитателей дворца Топкапы, в том числе евнухов. При султане Селиме I Явузе (правил в 1512—1520 гг.) было 40 евнухов, а при Мураде III уже тысяча. Белые евнухи служили вместе с чёрными во дворце, но с 1592 года по неясным причинам произошло разделение ролей и началось господство чёрных евнухов над белыми.
Роль белых евнухов сократилась до наблюдения за слугами-мужчинами (içoğlan), в то время как чёрные евнухи осуществляли считавшееся более престижным наблюдение за личными покоями султана и дворцовым гаремом. В результате главный чёрный евнух быстро затмил главного белого евнуха или капы-агу, который до этого возглавлял дворцовый персонал и, по словам востоковеда Босуорта, «на [самом] деле являлся главным сотрудником всего дворца». На вершине полномочий в период с XVII по XVIII века кызляр-ага находился в звании визиря первого ранга (с тремя лошадиными хвостами) и занимал третье место в государственной иерархии. Выше него стоял только главный визирь империи (великий визирь) и глава религиозных властей шейх-уль-ислам.
Позицию кызляр-аги укрепляла не только близость к султану, но и связь с могущественными матерями султанов (валиде-султан), которые часто заправляли политикой (см. женский султанат). Кызляр-ага также де-факто был единственным посредником между закрытым миром гарема и внешними, мужскими кварталами дворца (селамлик), контролируя его обеспечение и передачу сообщений извне и снаружи. Кроме этого, он был единственным придворным, которому было позволено передавать сообщения от великого визиря султану, и имел признанную роль в публичных церемониях. В круг его дворцовых обязанностей входило наблюдение за образованием принцев, пока те не достигали половой зрелости, после чего они поступали во дворцовую школу.
Согласно османской правовой теории предполагалось, что султан проводит государственные дела только через великого визиря, но на деле этот порядок часто нарушался. Согласно османисту Колину Имберу, «султан через голову великого визиря поддерживал тесные контакты с тайной палатой, агой ворот, агой девушек и с другими царедворцами, они, в свою очередь, также могли подавать ему прошения от своего имени или от кого-нибудь другого. Султан также мог больше полагаться на советы своей матери, наложницы или от главного садовника, от рулевого султанской барки, чем на советы великого визиря». Таким образом, политическая власть кызляр-аги, хотя и воплощавшаяся за кулисами, была весьма значительной, влияла на имперскую политику и в отдельные периоды контролировала назначения великих визирей и даже вмешивалась в династические споры и наследование престола. В 1617 году кызляр-ага Хаджи Мустафа-ага обеспечил восхождение на трон султана Мустафы I (правил в 1617—1618 и в 1622—1623 годах) и был помощником Кёсем-султан в её делах. В 1651 году Сулейман-ага организовал убийство могущественной валиде-султан Кёсем, действуя на стороне её противницы и снохи Турхан-султан.
Пагубное влияние главных чёрных евнухов вызвало по крайней мере одну попытку обуздать их власть. В 1715 великий визирь Силахдар Дамат Али-паша попытался ввести запрет на набор и кастрацию чёрных рабов, но эта мера так не была введена из-за скорой смерти самого Али-паши. В 1731 великий визирь Кабакулак Ибрагим-паша пытался ускорить отставку Бешир-аги старшего, чтобы прекратить его влияние на государственные дела, но, благодаря влиянию валиде-султан, Бешир сам в свою очередь добился отставки Ибрагима-паши с поста великого визиря. Бешир-ага, занимавший пост с 1716 по 1746 годы, считается, пожалуй, самым влиятельным кызляр-агой из всех занимавших этот пост и был вовлечён в «интеллектуальные и религиозные поиски», что, согласно Жатену (Jateen), «повлияло на установление османской версии ханафитского мазхаба и, в общем, ортодоксального суннизма».
После реформ 1830-х султана Махмуда II (правил в 1808—1839) власть кызляр-аги была урезана, полномочия ограничились стенами дворца, его роль сократилась до церемониальной, так продолжалось до упразднения Османской империи.

### Управление вакуфами

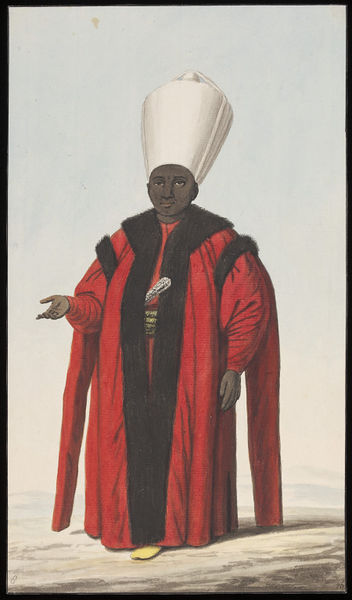
Изображение кызляр-аги, 1809 год

Кызляр-ага также играл роль администратора (назир) благотворительных фондов и пожертвований (вакуфов), направленных на содержание двух священных городов (аль-харамаюн) ислама — Мекки и Медины, отвечая как за их снабжение, так и за ежегодное отправление туда даров (сюрре). Вакуфы, направленные на поддержание святых мест ислама, были учреждены османским судом в ранние времена, их введение было поручено специальным отделам уже с конца XV века. Первоначально общий надзор осуществлял капы-ага, но в 1586 Мурад III возложил эти обязанности на кызляр-агу.
Постепенно кызляр-аги приобретали власть над различными вакуфами империи, уже в мае 1598 года кызляр-ага установил контроль над фондами, выделенными на императорские мечети столицы, затем над вакуфами Константинополя и других областей империи, которые часто поручали ему женщины дворца. Таким образом он получил власть над Афинами, которая первоначально принадлежала Василике, одной из младших жён султана Ахмеда I (правил в 1603—1617 годах), которая сама была родом из Афин и, получив много жалоб на плохое управление городом, попросила у султана в дар власть над городом. После смерти Василики Афины перешли под управление кызляр-аги.
Администрация вакуфов состояла из двух подчинённых, главного секретаря (yazici) и инспектора вакуфов и была разделена между двумя департаментами: haremeyn muhasebesi kalemi, которая с конца XVIII века надзирала над имперскими мечетями и вакуфами Стамбула и европейских провинций, и haremeyn mukataasi kalemi, надзиравшей над вакуфами азиатских и африканских провинций. На средства вакуфов содержалось отдельное казначейство, кизляр-ага проводил еженедельные собрания (диваны), чтобы проверять счета.
Управление вакуфами представляла из себя другой «источник власти и силы» (B. Lewis) для кызляр-аги. Во время правлений султанов Мустафы III (правил в 1757—1774) и Абдул-Хамида I (правил в 1774—1789 годах) были предприняты безуспешные попытки отобрать у кызляр-аги эти полномочия. В итоге султан Махмуд II в 1834 упразднил приносившую доход должность по управлению вакуфами и передал эти обязанности новосозданному министерству вакуфов.

## Набор и продвижение

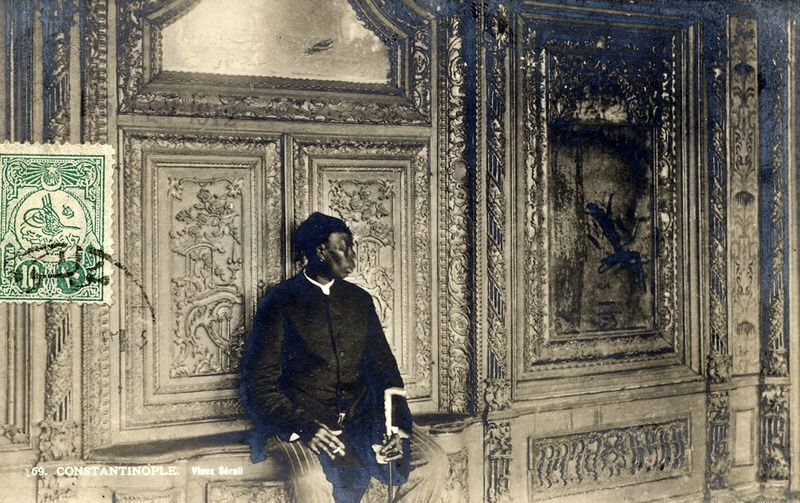
Открытка с изображением главного чёрного евнуха султана Абдул-Хамида II, начало 20-го века

Чёрные рабы обычно покупались в детском возрасте в Нубии, затем подвергались кастрации и привлекались к службе во дворце, начиная с охранников женщин в султанском гареме. Такой порядок действовал со времени правления султана Селима II (правил в 1566—1574 годах) и продолжался до конца империи. Евнухи обычно получали имена цветов и после обучения во дворцовой школе поступали на службу в гарем. Евнухи начинали с поста обычного рекрута (en aşağı букв. «низший» и acemi ağa «неподготовленный») и постепенно поднимались в ранге от nevbet kalfa («заместитель стражника») до старших постов охраны гарема. После обучения и некоторого периода службы отдельные евнухи переводились из охранников в надзиратели. К каждой валиде, главной жене (kadın) или принцу (şehzade) были приставлены личные надзиратели султана (müsahip ağaları), семь служителей-евнухов и главный евнух (baş ağa), имамы-евнухи, проводившие богослужения в гареме, гаремный казначей (haznedar ağası), или müsendereci, надзиравшие за работой других евнухов. Большинство старших евнухов назывались hasıllı (от арабского слова, означавшего «продукт»).
Евнухи, занимающие данные высшие посты, могли быть избраны на пост кызляр-аги. Назначение производилось имперским декретом (Хатт-и Хумайюн). Во время церемонии вступления в должность султан вручал кызляр-аге халат (hil’at). Кроме земель, которыми управлял кызляр-ага, он также обычно получал личное феодальное владение (hass). Во дворце Топкапы у кызляр-аги были личные просторные покои, расположенные близ гаремных ворот, в то время как подчинённые ему евнухи проживали группами в тесных и часто убогих трёхэтажных бараках. После отставки главные чёрные евнухи получали пенсию (asatlık, это слово означает буквально «паспорт свободы») и с 1644 ссылались в Египет или Хиджаз. Чтобы обеспечить свое будущее, кызляр-аги ещё во время пребывания на посту заблаговременно готовили для себя комфортабельное проживание в Египте, покупая собственность и учреждая там вакуфы от своего имени. В ссылке они становились местными вельможами и играли важную роль в покровительстве торговле и в сельском хозяйстве. Помимо этого, кизляр-аги несли особую ответственность ввиду важной роли, которую Египет играл в снабжении продовольствием двух священных городов. Аги и их агенты (вакили) играли очень важную роль в экономике оттоманского Египта.
В произведении Hamiletü’l-kübera османского государственного деятеля и историка конца XVIII века Ахмеда Ресми Эфенди (Ahmed Resmî Efendi) содержится описание карьер многих кызляр-ага, начиная с Мехмеда-аги (1574-90) до Морали Бешир-аги (1746-52). Также избранные биографии есть в произведении учёного конца XIX столетия Мехмеда Сурей-бея (Mehmed Süreyya Bey) Sicill-i Osmani. В произведении Tarih-i Ata (1876) писателя Таяр-заде Ахмед-ата (Tayyarzade Ahmed Ata) рассматриваются вопросы истории и эволюции должности [кызляр-аги] в рамках султанского дворца.